# 栄養サポートチーム
栄養サポートチーム(NST:Nutrition Support Team)とは、職種の壁を越え、栄養サポートを実施する多職種の集団(チーム)である。栄養サポートとは、基本的医療のひとつである栄養管理を、症例個々や各疾患治療に応じて適切に実施することである。
NSTは1960年代の中心静脈栄養(TPN)の開発普及とともに誕生し、欧米を中心に世界各地に広がった。日本ではその普及が容易でなく、1998年のPPM方式の考案が契機となり、全国の医療施設に広がった。2006年4月の診療報酬改定により、多くの病院でNSTが立ち上がることとなった。
2010年4月からは、栄養サポートチーム加算の算定も開始され、現在、既に1,500以上の施設にNSTが設立され、今もなお多くの施設で稼動準備が着々と進められている。
この項では日本におけるNSTについて述べる。

## NSTの歴史
1968年、米国のダドリック(Dudrick)らによって、中心静脈栄養法(Total Parenteral Nutrition)が開発され、全米に普及した。同時期に、医師・薬剤師・看護師などの栄養管理を専門とするメディカル・スタッフが各施設で求められるようになり、栄養管理チーム構築の始まりとされる。一方、同時期にブラックバーンにより栄養アセスメントが初めて体系化された。
1973年、米国ボストンシティ病院に初のNSTが本格的に誕生した。同時期に、マサチューセッツ総合病院ではフィッシャー教授がNSTをHyperalimentation Unitという名称で構築していた。
NSTは中心静脈栄養法の普及と相まって全米、ヨーロッパ諸国に広がった。
欧米ではNSTは診療部門の一つとして設立されていることが多い。施設内の全ての症例に対して提言・発言する権利を与えられ、中心静脈栄養法の施行にもNSTの承認を必要とするなどの規定が設けられたりしている。NSTが医療の質の向上や医療費の削減に貢献することを全ての医療従事者が認識している。
日本においても、中心静脈栄養法の普及と同時にNSTが導入されたが、数施設で単科・少数科での活動であったり、全科型でも中心静脈栄養法の管理が中心であった。栄養管理の有用性が認識されていなかった為、経費のかかる専属チームの設立は考えられていなかった。
全科型のNSTの発足は、PPM(Potluck Party Method)方式によるNSTが、1998年6月に鈴鹿中央総合病院に、2000年7月に尾鷲総合病院に設置されたものが日本初である。
現在日本でもNST活動の有用性は認識されており、2004年5月に病院機能評価項目Ver5.0の中にNSTの設立が取り上げられ、2005年末には全国で約700施設でNSTが設立されている。また、2006年4月の診療報酬改定に伴い、栄養管理実施加算が新設された。この加算が求めるものは、全科型のNST活動であり、全国の医療施設がNSTを積極的に設立するきっかけとなった。2010年4月からは、栄養サポートチーム加算の算定も開始された。現在、既に1,500以上の施設にNSTが設立され、今もなお多くの施設で稼動準備が着々と進められている。

## 組織と役割
NSTは職種の壁を越えたチーム医療であり、多職種のメンバーで組織される。主な職種は以下の通りである。
- 医師(歯科医師を含む)
- 看護師(訪問看護師を含む)
- 薬剤師
- 管理栄養士
- 臨床検査技師
- リハビリテーションスタッフ(OT (作業療法士)、PT (理学療法士)、ST (言語聴覚士))
- 歯科衛生士 
- 臨床工学技士 
- 医療事務職員
- 資材事務職員

これらのチームによって、患者に対して栄養状態の評価・判定を行い、適正な栄養補給を実施し、さらに経緯を確認しながら栄養を改善することを目的に組織される。

### NSTの補助組織
適切な栄養療法を基盤として、より大きな治療効果や予防効果をもたらす補助組織(ワーキングチーム)やコラボレーション組織の育成が必要となる。
- 褥瘡チーム
- 摂食・栄養障害チーム
- 呼吸療法チーム
- 感染症対策チーム
- 生活習慣病対策チーム
- 病院食改善チーム

### NSTにおける各職種の役割

#### 看護師の役割
カテーテルの管理、栄養・食事のチェック、身体測定、NST診療録の管理などがあるが、中でも重要な役割は、①患者の身体状況を確認し、正確な情報をチームにアドバイスすること、②患者に栄養状態の実状を把握してもらい、協力してもらうことであろう。

#### 薬剤師の役割
第一に、輸液製剤の無菌的な調製があげられる。また、薬学的見地より栄養状態、処方内容を検討すること。特に輸液製剤、経腸栄養剤と薬剤との相互作用の検討、消毒剤と消毒方法の検討と医療従事者及び患者、患者家族への教育がある。。

#### 管理栄養士の役割
NSTにおいて管理栄養士は患者の食事摂取量や摂取状況など情報を元に食事量や食事形態の調節を行う。管理栄養士は栄養に関する専門的な知識を持つ者としてNSTの中心となっていく。

#### 臨床検査技師の役割
臨床検査技師は生化学検査などの臨床検査情報を元に患者の栄養状態をモニタリングしチームにアドバイスを行う。

#### リハビリテーションスタッフの役割
理学療法士は、身体測定や基本動作についての評価、栄養状態を考慮した上で筋力、持久力の向上、離床促進を目的とした訓練を行う。作業療法士は、食事動作についての評価や訓練、食事用具の提案・活用など。言語聴覚士は、嚥下機能評価・訓練、口腔ケア、嚥下機能に応じた食事形態を選択する。

## その他
日本静脈経腸栄養学会（JSPEN）、日本病態栄養学会、日本栄養療法推進協議会などがNST認定施設、NST専門療法士などの認定を行っている。